# ビリー・クリスタル
ビリー・クリスタル（Billy Crystal、1948年3月14日 - ）は、アメリカ合衆国出身の俳優、コメディアン。
2025年1月7日に大規模な山火事がカリフォルニア州ロサンゼルス西部の複数箇所で発生、すでに2,000の家屋や学校、オフィスなどが焼失、13万人以上が避難、オスカー俳優等セレブの大邸宅もほぼ全焼した。ビリー・クリスタルはいち早く声明を発表した。
「消防士や救急隊員の無事を祈る。パシフィック・パリセーズは素晴らしい人たちが暮らすコミュニティで回復力がある。やがて再び立ち上がることが私たちにはわかっている。ここは私たちの故郷だ」

## 生い立ち
ニューヨーク州ロングアイランドでロシア系、ウクライナ系のユダヤ人の血を引く両親の元に生まれた。父親は音楽プロデューサーで、叔父も音楽関係者というショービジネスに縁が深い家柄であるが15歳の時に父親が54歳で心臓発作で亡くなる。
野球選手を目指し奨学金を得てハンティントン大学へ進学するが、その後ニューヨーク大学へ転校し演劇を学びコメディアンの道へと進む。ニューヨーク・ヤンキースファンである。2008年3月13日、ニューヨーク・ヤンキースと1日だけ契約し長年の夢が現実のものとなる（後述）。

## 来歴
当初はスタンダップ・コメディアンとして活躍し、その後人気番組である『サタデー・ナイト・ライブ』へ出演し全国的な人気を博す。これまで6回エミー賞を受賞している。
奇想天外なシットコムとして人気を博したカルトなドラマ『ソープ』のレギュラー出演では、クレイジーな登場人物が入り乱れるファミリー・コメディでゲイの次男の役柄（Jodie Dallas）を演じた。
また、1978年に『Rabbit Test』で映画デビューし、『恋人たちの予感』でスクリーンでも知名度は飛躍。『シティ・スリッカーズ』など数々の映画にも出演。また、映画作品の監督やプロデュースなども行う。
スタンダップ・コメディの経験を生かし、アカデミー賞の司会を1990年、1991年、1992年、1993年、1997年、1998年、2000年、2004年と2012年の9回担当した。最多はボブ・ホープの19回(単独14回)。
2023年12月3日、米首都ワシントンで第46回ケネディ・センター名誉賞をクリスタルは授賞した
。祝福のメグ・ライアンとロバート・デ・ニーロのトリビュートにオペラハウスの観客は笑いで魅了された。デ・ニーロは歌も歌唱。最後、ウーピー・ゴールドバーグ、ロブ・ライナー等も参加の合唱。

## 主な出演作
| 公開年    | 邦題 原題                                                                                                  | 役名                 | 備考                         | 吹き替え                                                                                          |
| --------- | --- | -------------------- | ---------------------------- | ------------------------------------------------------------------------------------------------- |
| 1977      | パニック・イン・SST/デス・フライト SST: Death Flight                                                       | デヴィッド           | テレビ映画                   |                                                                                                   |
| 1977-1981 | SOAP ソープ Soap                                                                                           | ジョディ・ダラス     | テレビシリーズ、78エピソード | 三ツ矢雄二                                                                                        |
| 1980      | アニマリンピックス Animalympics                                                                            |                      | 声の出演                     |                                                                                                   |
| 1980      | 原爆投下機 B-29 エノラ・ゲイ ―一九四五・八・六・ヒロシマ― Enola Gay: The Men, the Mission, the Atomic Bomb | ジェイク             | テレビ映画                   |                                                                                                   |
| 1984      | スパイナル・タップ This Is Spinal Tap                                                                      | モーティ             |                              |                                                                                                   |
| 1985      | フェアリーテール・シアター / 「三匹の子豚」 Faerie Tale Theatre                                            | ラリー               | テレビ・オムニバスドラマ     |                                                                                                   |
| 1986      | シカゴ・コネクション/夢みて走れ Running Scared                                                             | ダニー・コスタンゾ   |                              | 安原義人（TBS版）                                                                                 |
| 1986      | 鬼ママを殺せ Through Mama from the Train                                                                   | ラリー               |                              | 富山敬（機内上映版）                                                                              |
| 1987      | プリンセス・ブライド・ストーリー The Princess Bride                                                        | ミラクル・マックス   |                              | 森田ガンツ（Netflix版）                                                                           |
| 1988      | メモリーズ・オブ・ミー Memories of Me                                                                      | アビー               | 脚本・出演・製作             |                                                                                                   |
| 1989      | 恋人たちの予感 When Harry Met Sally...                                                                     | ハリー・バーンズ     |                              | 井上和彦（ソフト版） 野沢那智（日本テレビ版） 安原義人（JAL版） 野島昭生（ANA版） 池水通洋（?版） |
| 1991      | シティ・スリッカーズ City Slickers                                                                         | ミッチ・ロビンズ     | 出演・製作総指揮             | 安原義人（VHS版） 古川登志夫（テレビ東京版） 野沢那智（ANA版） 玄田哲章（JAL版）                  |
| 1992      | ミスター・サタデー・ナイト Mr. Saturday Night                                                              | バディ・ヤング・Jr.  | 監督・脚本・出演・製作       | 青野武                                                                                            |
| 1994      | シティ・スリッカーズ2/黄金伝説を追え City Slickers II: The Legend of Curly's Gold                          | ミッチ・ロビンズ     | 脚本・出演・製作             | 江原正士                                                                                          |
| 1995      | 彼と彼女の第2章 Forget Paris                                                                               | ミッキー・ゴードン   | 監督・脚本・出演・製作       | 古川登志夫                                                                                        |
| 1996      | ハムレット Hamlet                                                                                          | 墓堀人               |                              |                                                                                                   |
| 1997      | ファーザーズ・デイ Fathers' Day                                                                            | ジャック・ローレンス |                              | 梅津秀行                                                                                          |
| 1997      | 地球は女で回ってる Deconstructing Harry                                                                    | ラリー／悪魔         |                              |                                                                                                   |
| 1998      | マイ・ジャイアント My Giant                                                                                | サミー               | 原案・出演・製作             |                                                                                                   |
| 1999      | アナライズ・ミー Analyze This                                                                              | ベン・ソベル         |                              | 田中秀幸（ソフト版） 古川登志夫（テレビ朝日版） 梅津秀行（機内上映版）                            |
| 2001      | アメリカン・スウィートハート America's Sweethearts                                                         | リー・フィリップス   |                              | 野島昭生                                                                                          |
| 2001      | モンスターズ・インク Monsters, Inc.                                                                        | マイク・ワゾウスキ   | 声の出演                     | 田中裕二 高木渉（特報） 三ツ矢雄二（予告）                                                        |
| 2002      | アナライズ・ユー Analyze That                                                                              | ベン・ソベル         | 出演・製作総指揮             | 梅津秀行                                                                                          |
| 2006      | カーズ Cars                                                                                                | マイク・カー         | 声の出演                     | 高木渉                                                                                            |
| 2010      | 妖精ファイター Tooth Fairy                                                                                 | ジェリー             | クレジットなし               | 江原正士                                                                                          |
| 2012      | スモール・アパートメント ワケアリ物件の隣人たち Small Apartments                                           | バート               |                              | 古川登志夫                                                                                        |
| 2012      | かぞくモメはじめました Parental Guidance                                                                   | アーティー・デッカー |                              | 古川登志夫                                                                                        |
| 2013      | モンスターズ・ユニバーシティ Monsters University                                                           | マイク・ワゾウスキ   | 声の出演                     | 田中裕二 高木渉（予告）                                                                           |
| 2018      | ラブ・ストーリーズ Untogether                                                                              | デヴィッド           |                              |                                                                                                   |
| 2021      | 幸せは、ここにある Here Today                                                                              | チャーリー・バーンツ | 監督・脚本・出演・製作       |                                                                                                   |

### テレビシリーズ
| 放映年    | 邦題 原題                                      | 役名               | 備考             | 吹き替え |
| --------- | ---------------------------------------------- | ------------------ | ---------------- | -------- |
| 1976      | オール・イン・ザ・ファミリー All in the Family |                    |                  |          |
| 1984      | サタデー・ナイト・ライブ Saturday Night Live   | 本人               | 計2話出演        |          |
| 1985      | フェアリーテール・シアター Faerie Tale Theatre |                    |                  |          |
| 1986-1988 | セサミストリート Sesame Street                 |                    | 計2話出演        |          |
| 1995      | そりゃないぜ!? フレイジャー Frasier            | ジャック           |                  |          |
| 1996      | マペット放送局 Muppets Tonight                 | 本人               | 第1シーズン第3話 | 中尾隆聖 |
| 1997      | フレンズ Friends                               | ティム             |                  |          |
| 2017      | モダン・ファミリー Modern Family               | 本人               |                  |          |
| 2021-     | モンスターズ・ワーク Monsters at Work          | マイク・ワゾウスキ | 声の出演         | 高木渉   |
| 2021      | 私の"初めて"日記 Never Have I Ever             | 本人               |                  |          |

## ヤンキースとの関わり
2008年3月13日、ヤンキースと1日だけマイナー契約を結び、メジャーの春季キャンプに招待された。翌日の60回目の誕生日にちなんだ背番号60のユニフォームを着用し、ピッツバーグ・パイレーツとの練習試合に「1番DH」で出場。パイレーツの先発ポール・マホームと対戦したが三振に打ち取られ、ジョニー・デイモンと交代した。試合後「信じられない。人生で最高の出来事だった」と語った。